# Bando della stampa lituana
Il bando della stampa in Lituania (in lituano Lietuvių spaudos draudimas; in russo Запрет на литовскую латиницу?, Zapret na litovskuju latinitsu), attivo dal 1865 al 1904, fu un divieto di pubblicazione imposto dall'Impero russo su tutte le opere scritte in lingua lituana adoperando l'alfabeto latino. Per tutto il periodo in cui rimase in vigore il provvedimento nel paese baltico, all'epoca sottoposto all'autorità della dinastia dei Romanov, si incentivò la produzione e si pubblicarono legalmente soltanto opere in lituano adottando l'alfabeto cirillico.
La misura fu adottata a seguito del fallimento della rivolta di gennaio nel 1863: divenne operante solo due anni dopo con un provvedimento amministrativo in vigore fino al 24 aprile 1904. Le corti russe adottarono posizioni più morbide in due importanti controversie del 1902 e del 1903: lo scoppio della guerra russo-giapponese all'inizio del 1904 allentò la "pressione" delle politiche russe sulle minoranze.
Con il bando in vigore, divenne illegale stampare, importare, distribuire o essere in possesso di qualsiasi scritto redatto in alfabeto latino. Le intenzioni degli zar erano quelle di russificare la società polacca e lituana, per far sì che si riducessero le distanze culturali tra gli Stati: è dunque comprensibile come si facesse leva anche sulla stampa per cercare di ottenere l'obiettivo. Nonostante questo, i lituani seppero sopportare tale situazione stampando scritti in alfabeto latino perlopiù in Lituania minore (Prussia Orientale) e Stati Uniti.
Gli knygnešiai, ovvero i contrabbandieri di libri lituani, smerciarono libri illegali e riviste nell'intero Stato. Il numero di queste pubblicazioni continuò a incrementarsi, sebbene fossero previste gravi sanzioni per i trasgressori. Paradossalmente, gli effetti che si intendevano realizzare furono opposti, portando allo sviluppo di un senso di rigetto nelle comunità lituane e polacche delle autorità russe: gli studiosi concordano nel ritenere che il bando fu un banco di prova per la Lituania a seguito del quale si conformò un'identità nazionale.

## Contesto

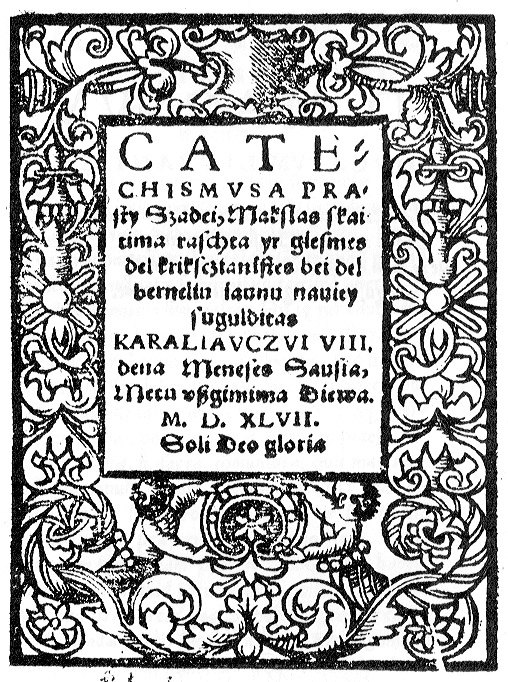
Il Catechismo di Martynas Mažvydas edito nel 1547

Il primo libro pubblicato in lingua lituana fu lo scritto Il catechismo dalle Semplici Parole del luterano Martynas Mažvydas nel 1547. Un'altra opera importante fu la Grammatica di Daniel Klein, la pubblicazione della Bibbia nel 1735, e il primo poema letterario a cura di Kristijonas Donelaitis Metai (Le Stagioni) nel 1818. Durante gli anni della Confederazione polacco-lituana (1569-1781), la lingua polacca conquistò il centro della scena come lingua franca nella maggior parte della Lituania: parte del Regno di Prussia e della Lituania minore continuarono a produrre pubblicazioni in lituano.
All'inizio del XIX secolo, l'uso della lingua lituana era fortemente limitato alle sole aree rurali, fatta eccezione per la Prussia e la Samogizia, che fu tra le ultime regioni a risentire della polonizzazione. Furono svariati fattori a contribuire a un suo successivo sviluppo, come il fatto che la lingua cominciò a essere insegnata nelle scuole e si guadagnò l'attenzione dei linguisti comparativi. Dopo la riforma emancipativa del 1861, si intensificarono gli spostamenti di persone e iniziò ad aumentare anche il livello culturale: la lingua locale iniziò a essere associata alla Lituania, percepita finalmente come caratterizzata da una propria identità in Europa. Va altresì considerato l'aumento demografico, che rese inevitabile la richiesta di sacerdoti, nuovi edifici religiosi e scuole religiose e, dunque, un maggior peso del clero locale. L'emergere di movimenti nazionalisti nel corso dell'Ottocento incentivò il sentimento patriottico e aumentò le distanze dalle influenze russe e polacche: ciò, ancora una volta, fu favorito da un utilizzo continuo e costante della lingua lituana.
Stando a quanto sostiene il bibliografo Vaclovas Biržiška, tra il 1800 e il 1864, ossia l'anno precedente all'emanazione del divieto, vennero pubblicati 926 libri - contro i 304 del secolo precedente - in lingua lituana e in alfabeto latino. L'ortografia non era comune in tutte le regioni, essendo basata sul dialetto in cui si esprimevano gli autori: i due maggiormente prevalenti erano il basso lituano e il cosiddetto Shamaitish. Forse anche questa caratteristica potrebbe aver spinto le autorità russe a effettuare un cambiamento assolutamente rivoluzionario e inaspettato per uno Stato che aveva nei tre secoli precedenti sempre adoperato l'alfabeto latino.

## Origini e basi legali della misura
Dopo le spartizioni della Polonia della seconda metà del XVIII secolo, porzioni significative della Lituania e Polonia furono annesse all'Impero russo. La rivolta del 1863, volta a ristabilire l'assetto politico precedente, convinse molti russi che la cultura e l'influenza della Polonia fossero i veri ostacoli da superare per operare la russificazione dei territori. Si ritenne inoltre che se la borghesia e gli altri ceti sociali lituani fossero stati distanziati dalle visioni della nobiltà polacca, avrebbe potuto esservi una più morbida e graduale accettazione della cultura russa, già tentata in epoche precedenti. Il politico Nikolaj Miliutin scrisse: "I caratteri russi finiranno per raggiungere ciò che secoli fa fu avviato dalle spade russe."
Il 13 maggio 1863 lo zar Alessandro II di Russia nominò Michail Nikolaevič Murav'ëv-Vilenskij a capo del Governatorato di Vil'na, divenuto presto conosciuto per le modalità con cui represse i focolai di protesta, tanto da guadagnarsi il poco invidiabile appellativo di "boia". Gli obiettivi che si imponeva riguardavano la soppressione della cultura lituana e della lingua tedesca e una conseguente russificazione nel giro un quarantennio, riferendosi nello specifico alle province di Kaunas e Vilnius. Resosi conto della criticità della situazione, seguì a una segnalazione di Murav'ëv la concessione di poteri eccezionali per via dell'estrema gravità e urgenza. Murav'ëv e Ivan Petrovič Kornilov, il neo-nominato rettore del circolo didattico di Vilnius, stilarono un programma di russificazione a lungo termine conosciuto come Programma di Restaurazione delle Origini Russe (dal lituano Rusų pradų atkūrimo programa). Si proponevano i seguenti obiettivi:
- eliminare la lingua polacca dalla vita quotidiana;
- prevenire l'ingresso di religiosi cattolici in istituzioni governative;
- controllare e restringere l'area d'attività della Chiesa cattolica;
- creare condizioni favorevoli alla diffusione della Chiesa ortodossa;
- abolire scuole parrocchiali lituane a favore di scuole statali russe;
- incentivare lo spostamento di persone di etnia russa nelle terre lituane;
- rimpiazzare l'alfabeto latino con quello cirillico;
- cancellare ogni pubblicazione in lingua lituana redatta in alfabeto latino.

Il 22 maggio 1864 il programma fu approvato dallo zar Alessandro di Russia. Qualche giorno dopo Murav'ëv emanò un'ordinanza amministrativa con cui proibiva, di fatto, la pubblicazione di nuovi libri scritti in lituano traslitterati in alfabeto latino. Un nuovo atto, dal carattere più restrittivo, fu emesso il 6 settembre 1865 da Konstantin Petrovič von Kaufman, successore di Murav'ëv. Kaufman emanò un'ordinanza simile anche nei sei distretti sotto la sua supervisione con contenuti pressoché invariati: censura e divieto di stampa delle opere scritte in caratteri latini in lingua lituana oltre a diverse sanzioni irrogabili. Una settimana dopo l'ordine fu esteso all'intero impero da Pëtr Valuev, l'allora Ministro dell'Interno. Nel 1866 il bando fu esteso a tutti i testi accademici e liturgici, anche in polacco.
Benché i provvedimenti fossero immediatamente efficaci, nessuna delle misure indicate da Murav'ëv fu convertita in legge: pertanto, nonostante l'approvazione dello zar, gli atti decaddero in forza del carattere intrinsecamente transitorio degli stessi e in certe aree dell'Impero fu possibile pubblicare. Le restrizioni furono emesse in maniera reiterata fino al 1871, anno in cui si dichiarò la cessazione dello stato di guerra in Lituania. A quel punto, i baltici si aspettavano la rimozione delle misure le quali, invece, rimasero in vigore.

## Inasprimento delle disposizioni

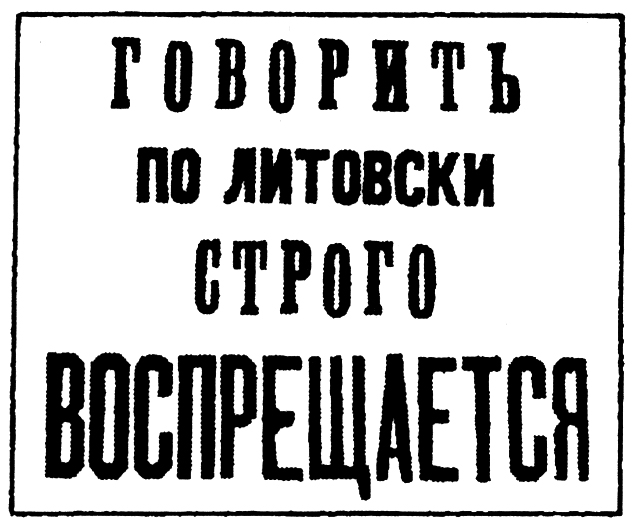
Manifesto russo che sancisce il divieto di parlare in lingua lituana

I burocrati del distretto di Vilnius immaginavano che l'introduzione dell'alfabeto cirillico in sostituzione di quello latino, avrebbe reso più facile l'assimilazione linguistica del lituano al russo. A tale scopo, le autorità russe incoraggiarono e favorirono la pubblicazione di opere in lingua lituana in alfabeto cirillico, evento che i locali accettarono "con entusiasmo" nei primi due anni (1864-1866). L'idea di rimpiazzare l'alfabeto latino con quello cirillico fu elaborata dal noto panslavista Alexander Hilferding in un suo testo del 1863 intitolato Lituania e Samogizia.
I primi esperimenti di conversione furono operati dal linguista lituano Jonas Juška, il quale si prodigò dal 1861 nello studio dei dialetti, cercando di evidenziare la compatibilità dei due alfabeti in un'opera - sfortunatamente non pervenutaci - indirizzata a Kornilov nel febbraio 1864. Juška abbandonò il progetto e Kornilov riunì un gruppo di linguisti che potessero continuare a effettuare questa conversione di opere. La commissione era formata da quattro membri: il bibliotecario polacco Stanisław Mikucki di Varsavia, il russo Jonas Kerčinskis, un ex prete cattolico della Lituania convertitosi alla religione ortodossa di nome Antanas Petkevičius, e il noto insegnante ed editore lituano Laurynas Ivinskis, ritiratosi dopo poco dal gruppo. Il primo libro di questo tipo era un abbecedario destinato alle nuove scuole russe che stavano sostituendo le scuole parrocchiali della Samogizia e fu pubblicato nell'estate del 1864. I tre studiosi rimasti nella commissione realizzarono anche un breviario, un calendario e altra letteratura religiosa.
Furono pubblicati circa 55 testi convertiti nel corso dei 40 anni di bando, circa la metà nel primo decennio. Pur essendosi inevitabilmente formati nuovi modelli ortografici, la produzione di scritti in cirillico iniziò a scarseggiare in maniera più costante.
Nel corso degli anni in cui il bando risultò operativo, le pene irrogate ai trasgressori furono molto severe: la partecipazione al commercio clandestino di libri in lituano o anche il solo possesso di un breviario non in cirillico poteva risultare sufficiente a giustificare lo scatto di una sanzione la quale, se non era l'arresto, consisteva nel trasferimento forzato a vita in Siberia.
Nel maggio 1898, il comitato accademico del Ministero della Pubblica Istruzione russo concluse in un rapporto relativo alla riforma cirillica che si fosse trattato di un fallimento e andava altresì abrogato il divieto di stampa. Il comitato faceva leva sul fatto che il bando avesse prodotto risultati controproducenti, tra i quali lo sviluppo di un forte nazionalismo lituano. Secondo le considerazioni di alcuni funzionari russi riportate nel documento, le misure avevano inutilmente coalizzato i baltici contro Mosca ed era nell'interesse della Russia rimuovere il divieto e sottoporre invece le opere a un sistema di censura preventiva, operativo qualora occorresse. Il principe Pëtr Svjatopolk-Mirskij (1857-1914), governatore di Vilna dal 1902 al 1904, affermava in una lettera destinata a Mosca:
Duranti gli anni di divieto, 3 047 persone furono arrestate per le violazioni dello stesso: 829 contrabbandieri, 859 venditori e 1 359 possessori di libri vietati.

## Resistenza lituana
| Periodo   | Numero di testi (inclusi periodici) |
| --------- | ----------------------------------- |
| 1865–1874 | 345                                 |
| 1875–1884 | 501                                 |
| 1885–1894 | 1 076                               |
| 1895–1904 | 2 031                               |
| Totale    | 3 953                               |

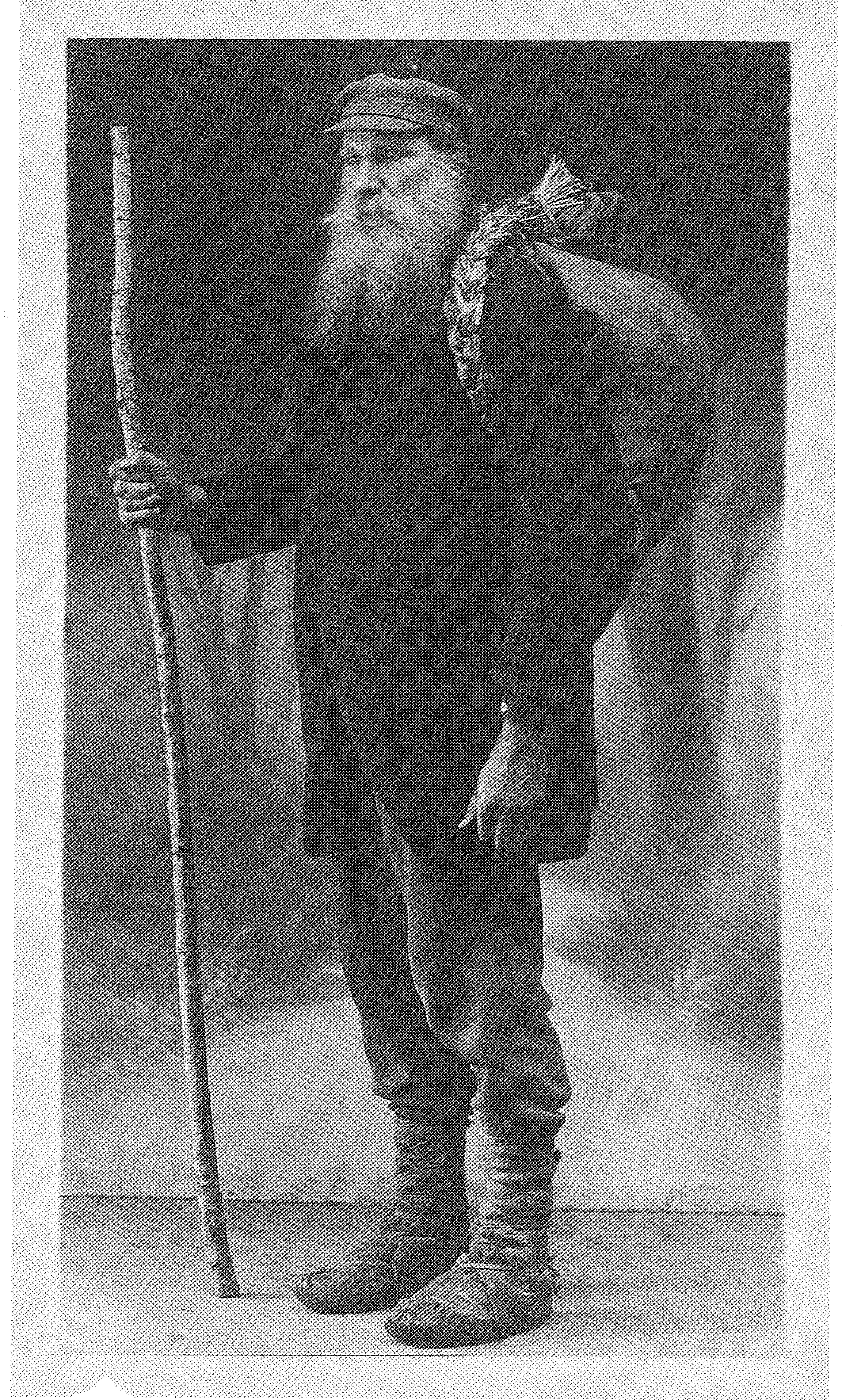
Il contrabbandiere lituano Vincas Juška

La rivolta del 1863 sollevò un forte senso di repulsione verso le politiche e i governanti russi. Il divieto operato di lì a breve suscitò critiche anche da parte del mondo cattolico, il cui clero divenne in seguito il principale oppositore della russificazione e pertanto sottoposto a controlli stringenti: la Chiesa ortodossa ricevette invece aperto sostegno dai russi. Il bando spinse all'adozione di strumenti ingegnosi al fine di aggirare il dettame legislativo (è il caso della scrittura gotica, anch'essa poi bandita dal 1872). Da un punto di vista squisitamente linguistico, non mancarono difformità tra le versioni appena redatte in cirillico e quelle precedenti in latino. Nelle regioni della Russia odierna, il divieto fu osteggiato dalle istituzioni universitarie, dai liberali, dai gruppi pro-democratici, i quali, con la loro azione, probabilmente mitigarono le sanzioni inizialmente previste.
La resistenza che si venne a costituire in opposizione alla Russia fu capeggiata soprattutto dal vescovo Motiejus Valančius, il quale 
cercò di evitare il processo di russificazione in quanti più ambiti possibile, soprattutto su testi religiosi: a tale fine, favorì il flusso di libri illegali al di fuori della Lituania. A seguito della morte di Valančius, dal 1875 al 1883 fu stampato il giornale lituano Aušra (l'Alba); a capo della resistenza subentrò un altro uomo di chiesa, Antanas Baranauskas. L'opera di Baranauskas permise una proliferazione di libri illegali fino alla fine del XIX secolo, anche tramite un altro giornale, il Varpas (la Campana), curato da Vincas Kudirka e avviato nel 1889. Tra il 1891 e il 1893, 37 718 pubblicazioni furono confiscate e distrutte: quasi dieci anni dopo, tra il 1900 e il 1902, il numero salì a 56 182.
Il periodo tra il 1865 e il 1904 vide la pubblicazione di circa 3 320 testi in alfabeto latino e lingua lituana. La maggioranza di queste fu pubblicata a Tilsit, una città della Prussia orientale: le altre, principalmente negli Stati Uniti. Le principali opere si basarono sul dialetto parlato nella regione dell'Aukštaitija. Il lituano scritto era una lingua lungi dall'essere perfezionata e il bando non rallentò tale processo: basti pensare all'adozione dei caratteri -č- e -š- dall'ortografia della lingua ceca. Il manuale di grammatica nazionalmente riconosciuto è quello di Jonas Jablonskis del 1901: l'autore pubblicò la maggior parte delle sue opere in maniera anonima o sotto pseudonimo, apportando un contributo mastodontico al processo di formazione del lituano scritto odierno. Dagli anni seguenti, si configurò anche il problema della realizzazione di un'enciclopedia lituana, risolto solo verso la metà del XX secolo.
Proprio considerando le circostanze, mentre il bando fu attivo, vennero presentate diverse proposte volte a rimuoverlo: la contestazione crebbe verso la fine del XIX secolo attraverso una serie di lettere, petizioni e suggerimenti da parte dei baltici. Un segnale del cambiamento ormai imminente lo fornisce un caso giudiziario del 1902, quando Antanas Macijauskas e Povilas Višinskis - quest'ultimo altra figura di spicco nel risveglio nazionale lituano - ricevettero un veto di pubblicazione da San Pietroburgo per una mappa della Lituania con iscrizioni in caratteri latini. Višinkis ricorse alla corte russa segnalando come non esistesse alcun provvedimento legislativo che impedisse tale pubblicazione nell'Impero: la questione giunse l'anno successivo fino all'ultimo grado d'appello e a risultare vittorioso nel contenzioso fu il lituano poiché, come affermò il tribunale, "la restrizione non ha motivo di essere". La sentenza aprì la strada alla rimozione dei provvedimenti restrittivi. Lo scoppio della guerra russo-giapponese nel febbraio 1904 contribuì a rivedere la posizione del governo russo sulle minoranze dell'Impero e il divieto fu ufficialmente rimosso il 24 aprile 1904.

## Risvolti sul tasso d'istruzione
L'istruzione lituana rimase fortemente colpita dal bando della stampa. Sono disponibili dei dati che identificano il differente tasso di alfabetizzazione nei dintorni di Rietavas: tra il 1853 e il 1863, appena prima dell'evento, il numero di persone istruite era salito da 11 296 a 24 330. Si crede che gli effetti del divieto abbiano contribuito ad aumentare la cifra degli illetterati alla fine del secolo. La chiusura dell'Università di Vilnius, l'unica attiva nel Paese, rappresentò un ulteriore bersaglio per la politica di Murav'ëv.
A seguito del provvedimento amministrativo, anche le scuole religiose, come detto, furono chiuse. La carenza di insegnanti provocò una riduzione del numero di scuole aperte, nonostante l'incremento della popolazione. I genitori iniziarono a ritirare i propri figli dalle scuole in segno di protesta per la politica di russificazione; gli studenti non potevano parlare in lituano tra di loro, il che naturalmente causò un clima di spionaggio. Molti studenti puntarono all'autoapprendimento o a studiare in piccoli gruppi, sebbene questa pratica risultasse proibita dalle leggi del tempo.
Il censimento del Governatorato di Kovno nel 1897 metteva in evidenza come il numero di persone istruite diminuisse man mano che si scendeva per fasce d'età: la fascia 30-39 anni vedeva il 61,87% di cittadini che avevano ricevuto una qualche formazione, sia pur elementare. Quella tra 10 e 19 anni si fermava invece al 54,68%. Solo lo 0,3% aveva ricevuto un grado di istruzione superiore alla scuola primaria.

## Conseguenze
Dopo la decadenza del bando, andavano costruite tipografie e andavano promosse campagne culturali e sociali al fine di aumentare il tasso di alfabetizzazione. Il primo numero di un giornale lituano dopo il divieto, il Vilniaus žinios (Notizie di Vilnius), fu messo in vendita il 23 dicembre 1904. La Grande Assemblea di Vilnius (Didysis Vilniaus Seimas) riuscì a impressionare il governatore generale Frese a seguito di una rivolta nel 1905, e il 6 dicembre diede l'ordine di garantire ai lituani il diritto di insegnare nella loro madrelingua, di permettere al clero cattolico di insegnare, di eleggere giurisdizioni cittadine (comunque sottoposte all'approvazione governativa) e di usare il lituano nella corrispondenza ufficiale.
Le case editrici di Martynas Kukta, l'imprenditore e politico Saliamonas Banaitis, e la Società di San Casimiro di Kaunas furono artefici di molte pubblicazioni che seguirono alla rimozione del bando nel 1904, proseguendo su questa scia fino alla proclamazione della Repubblica di Lituania indipendente nel 1918. L'imprenditore Petras Vileišis fondò una stamperia artistica presso il palazzo di Vileišis, nella capitale, nel 1904. Durante questo periodo, 4 734 testi in lituano e alfabeto latino furono pubblicati in Lituania e all'estero. Padre Juozas Tumas-Vaižgantas descrisse così la proliferazione di testi scritti:
(Tumas-Vaižgantas 1924: 172)
Dopo il trattato di Versailles, la produzione aumentò sensibilmente con 16 721 libri stampati tra il 1918 e il 1939. Tra il 1925 e il 1939, il tasso di produzione annua variava tra gli 800 e 900 testi.
Durante la parentesi sovietica, la RSS Lituana conobbe un nuovo periodo di censura delle opere, anche se meno radicale, come accadde per esempio nel caso delle enciclopedie nazionali. Nel 2004, in occasione del centesimo anniversario della rimozione del divieto, l'UNESCO ha aggiunto l'occasione al calendario annuale degli eventi: il Seimas, parlamento lituano, ha dichiarato il 2004 l'"Anno della lingua e dei libri lituani".